# Bloodhound Gang
Pour les articles homonymes, voir Bloodhound.
Bloodhound Gang est un groupe américain de punk rock et rock alternatif, originaire de King of Prussia, en Pennsylvanie. Il a été fondé en 1992 par Jimmy Pop Ali, qui décide de le monter avec quatre amis. Le style musical du groupe se caractérise par des paroles décalées et corrosives.

## Historique

### Débuts (1988–1995)
Les origines de Bloodhound Gang sont retracées en 1988 dans un petit groupe appelé Bang Chamber 8. Il comprend James Moyer Franks et Michael Bowe, tous deux étudiants de la Perkiomen Valley High School. Ils publient une cassette audio éponyme en 1990 avant de changer de nom pour Bloodhound Gang l'année suivante, en référence à la séquence homonyme de l'émission 3-2-1 Contact. Franks et Bowe prendront aussi les surnoms de Jimmy Pop Ali (Ali étant par la suite retiré) et Daddy Long Legs, respectivement.
En avril 1994, le groupe publie sa deuxième cassette démo, The Original Motion Picture Soundtrack to Hitler's Handicapped Helpers. Grâce à celle-ci, ils signent au label Cheese Factory Records. En été 1994, Jimmy Pop jouera brièvement dans le film The Chick That Was Naked du réalisateur indépendant Kurt Fitzpatrick.
En novembre 1994, le Bloodhound Gang publie son premier EP, Dingleberry Haze.

### Use Your Fingers(1995)
Le groupe signe en 1995 chez Columbia Records et sort son premier album Use Your Fingers. Ils commencent à tourner aux États-Unis. À cette période, Daddy Long Legs et M.S.G. (Matthew Clarke), furieux contre Columbia Records, quittent le groupe pour rejoindre le groupe de rap Wolfpac. Le bassiste Hennegan et le platiniste Tard-E-Tard les remplacent, Hennegan endossant le nom de Evil Jared Hasselhoff. À la fin de la tournée, leur contrat avec Columbia Records est terminé, et les membres Skip O'Pot2Mus (Scott Richard) et Tard-E-Tard mettront un terme à leur carrière musicale.

### One Fierce Beer Coaster(1996–1997)
En 1996, ils signent chez Republic Records et enregistrent One Fierce Beer Coaster. Cet album est un succès, et Fire Water Burn devient la chanson la plus demandée aux États-Unis. Le membre Lupus Thunder enregistrera l'album avec Rich au Dome. One Fierce Beer Coaster est d'abord publié chez Cheese Factory Records (désormais Republic Records). L'album original, illustré par by Michael Calleia au Industrial Strength Design à New York.

### Hooray for Boobies(1998–2000)
Changeant encore de maison de disques pour Interscope et après deux ans de tournée, le groupe sort fin 2000 Hooray for Boobies, dont est extrait leur plus grand succès, The Bad Touch, dont la version radio a été remixée par Eiffel 65. Comme pour le premier album, le style de ce groupe n'est pas catégorisé : très ancré dans le rock, il oscille entre hip-hop, hardcore et dance, et des textes grivois, pétris de jeux de mots.

### Hefty Fine(2004–2007)
Leur dernier album Hefty Fine, est sorti en 2005. Jimmy Pop annonce à la radio qu'un album intitulé Getting Laid on a School Bus sortira en 2011 ; cependant, le 31 mars 2011, Jimmy Pop confirme via son compte Twitter que le groupe, effectivement en train de travailler sur le nouvel album, l'intitulerait non pas Getting Laid on a School Bus mais plutôt Fishin' for Hookers.

### Hard-Offet dernières activités (depuis 2007)
Leur nouvel album sort finalement dix ans après leur précédent enregistrement studio fin 2015. Il s'intitule Hard-Off, porté par les singles American Bitches, Dimes ou encore Chew Toy.

## Polémiques
Bloodhound Gang s'est illustré lors d'un concert en Ukraine le 31 juillet 2013, son bassiste Jared Hasselhoff ayant notamment été accusé d’avoir profané le drapeau russe. Les membres du groupe ont été interdits d'accès au territoire russe pour une durée de cinq ans à la suite de ces faits.